# همند (نهبندان)
همند روستایی در دهستان شوسف بخش شوسف شهرستان نهبندان استان خراسان جنوبی ایران است. بر پایه سرشماری عمومی نفوس و مسکن در سال ۱۳۹۰ جمعیت این روستا ۱۰۵ نفر (در ۳۶ خانوار) بوده است. این روستا دارای هوای گرم و خشک است. اما باغ هایی در دل خود جای داده است که انواع و اقسام میوه را از آن برداشت می‌کنند. این باغ ها توسط آب قنات آبیاری می‌شود که قدمت زیادی دارد. در کوه های مجاور این روستا درخت هایی به نام درخت خنجک یا همان پسته کوهی می‌روید که سالانه مردم این روستا از آن پسته کوهی برداشت می کنند. 